# 伊圖拉 (密西西比州)
伊圖拉（英語：Ituma）是位於美國密西西比州霍爾姆斯縣的非建制地區。

## 歷史
伊圖拉的郵局於1885年設立，其後於1914年停運。

## 地理
伊圖拉所處的海拔為高於海平面89米（即292英呎），而該地所採用的時區為UTC-6，即北美中部時區（CST）。同時該地設有夏令時間，為UTC-6調快一小時，即UTC-5（CDT）。